# Carex durieui
Carex durieui är en halvgräsart som beskrevs av Ernst Gottlieb von Steudel och Gustav Kunze. Carex durieui ingår i släktet starrar, och familjen halvgräs. Inga underarter finns listade i Catalogue of Life.